# Jeremias Gotthelf

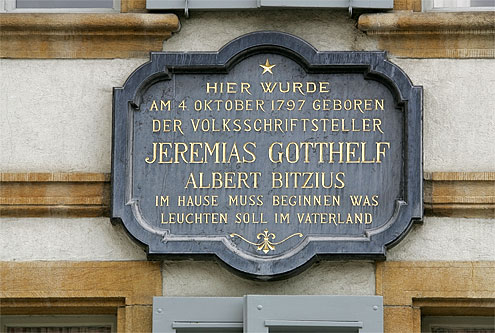
Pamětní deska na jeho rodném domě ve švýcarském Murtenu (Französische Kirchgasse 6, 3280 Murten)

Jeremias Gotthelf, rodným jménem Albert Bitzius (4. říjen 1797 Murten – 22. říjen 1854 Lützelflüh) byl švýcarský spisovatel a protestantský farář. Svůj literární pseudonym si zvolil podle hlavního hrdiny jedné ze svých raných próz Bauernspiegel (1837).

## Život
Narodil se v rodině protestantského pastora. Vyrůstal ve vesnici Utzenstorf, v regionu bernský Emmental. Roku 1812 odešel do Bernu, kde získal středoškolské vzdělání a spoluzaložil (1819) také studentské bratrstvo Zofingia. Roku 1820 byl vysvěcen na pastora. Rok poté začal navštěvovat univerzitu v Göttingenu, ale za další rok ho pastorační povinnost přinutila k návrátu domů. Pracoval nejprve jako otcův asistent, od roku 1824, kdy jeho otec zemřel, byl sám pastorem, nejprve v Herzogenbuchsee, později (1829) v Bernu, poté v Lützelflüh (1832), kde se oženil (1833) a kde také dožil.
Zpočátku zastával liberální ideje, posléze se přiklonil ke konzervatismu. Silně ho též ovlivnil pedagogický systém Johanna Heinricha Pestalozziho. Jako "lidovýchovu" chápal i svou činnost literární.

## Dílo
Ve svých literárních dílech popisoval život rolnictva z bernské oblasti, proti jehož vykořistování brojil (zejména romány Jak čeledín Uli k štěstí přijde z roku 1841 a Pachtýř Uli z roku 1849). Nicméně jeho prózy nejsou jen sociálně-kritické a realistické, mají i mystické, ba někdy až hororové prvky (např. Černý pavouk). Jako hlavní obrana proti zlu a temnotě je v nich vždy nalezena náboženská víra.
Jeho díla jsou psána německy, ale ve švýcarských místních dialektech.

### České překlady
- Černý pavouk. Praha : Volvox Globator, 2013. 103 S. Překlad: Miroslav Stuchl.
- Rozhovor snoubenců. Kroměříž : J. Kryl, 1941. Překlad: Otto F. Babler.
- Bětuška, děvečka podivná. Praha: Ústř. dělnické knihk. a nakl., 1912. 36 S. Překlad: Ant. Macek.
- Cyril, chudý čeledín : povídka. 4. vyd. V Praze : Frant. Bačkovský, 1894. 390 S. Překlad: Josef Kajetán Tyl, Jan Vácslav Rozum a Josef Bartocha.
- Wogta, poctiwý nágemnjk : čtenj pro lid. W Praze : Tisk a náklad Jaroslaw Pospjssila, 1850. 231 S. Překlad: Jan Wáclaw Rozum
- Wogta, chudý čeledjn : čtenj pro lid. W Praze : Tisk a sklad Jaroslawa Pospjssila, 1849. 358 S. Překlad: Joz. Kaj. Tyl

## Citát
Jeho učitelem byl švýcarský básník a filozof Johann Rudolf Wyß (1782 – 1830), který si kvůli studijním nedokonalostem Jeremiase postěžoval také jeho mamince:
"[...] „Sagt doch euerm Sohne, er solle schöner schreiben lernen, er schreibt wie eine Sau.“

Překlad: "[...] „Řekněte svému synkovi, že by se měl naučiti lépe psát, píše jako čuně.“
Zdroj: Auf den Spuren von Jeremias Gotthelf in Lützelflüh In: Aargauer Zeitung, 2012-08-27

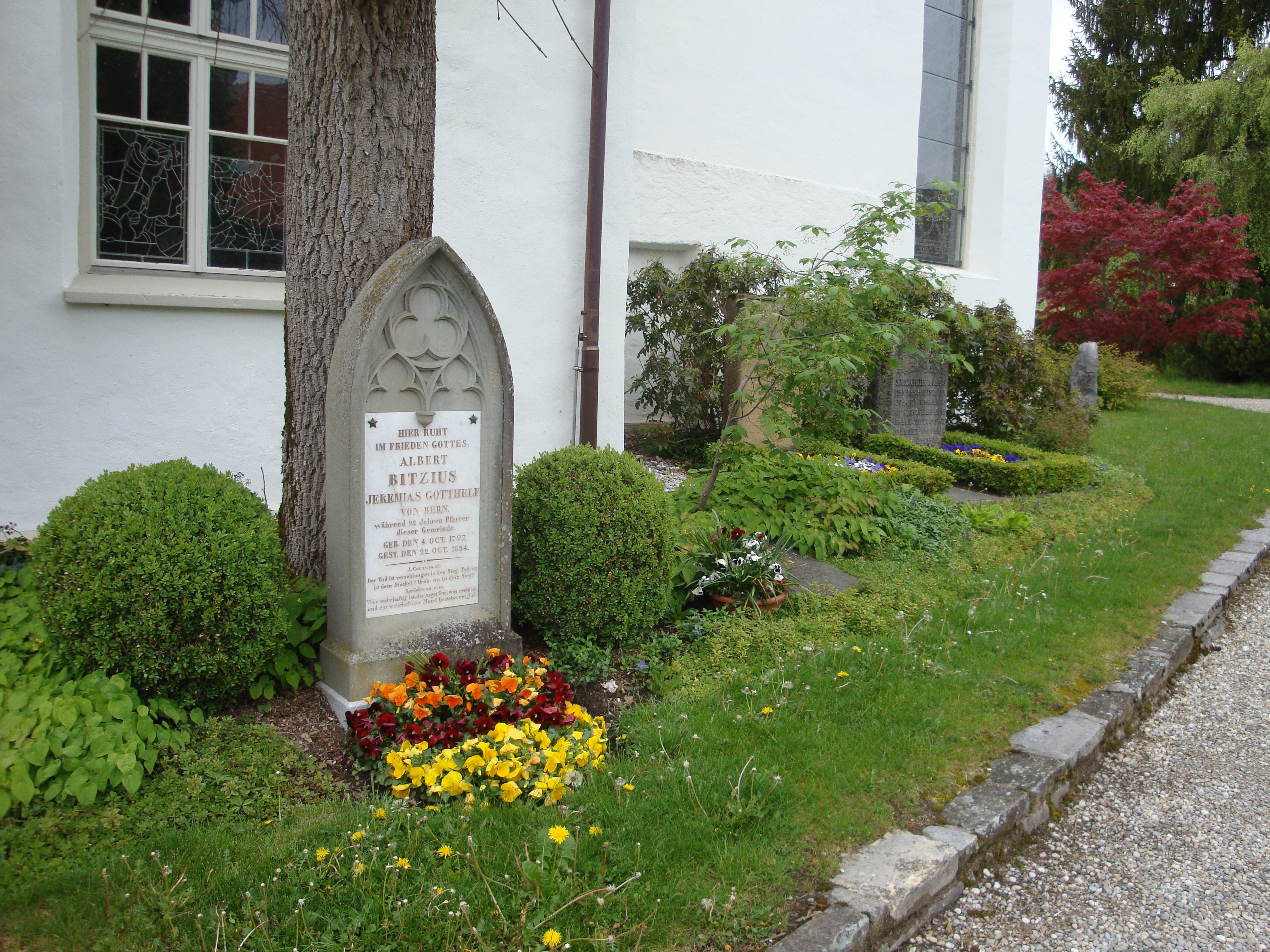
hrob Jeremiase Gotthelfa, Lützenflüh

## Památník Jeremiase Gotthelfa
Autorův památník je ve švýcarské obci Lützenflüh, blízko Bernu. Je umístěn na faře, kde působil; zde byl také pohřben. Gotthelfovo dílo Černý pavouk se odehrává v nedalekém Sumiswaldu.